# 播磨下里駅
播磨下里駅（はりましもさとえき）は、兵庫県加西市王子町野中にある北条鉄道北条線の駅。

## 歴史
- 1917年（大正6年）8月14日：播州鉄道の播鉄王子駅として開業[1][2]。旅客・貨物の取扱を開始。
- 1923年（大正12年）12月21日：播丹鉄道の駅となる[2]。
- 1943年（昭和18年）6月1日：播丹鉄道の国有化により鉄道省（→国鉄）の駅となり、播磨下里駅に改称[1][2]。
- 1962年（昭和37年）3月1日：貨物の取扱を廃止[2]。
- 1973年（昭和48年）10月1日：荷物扱い廃止[3]。無人駅となる[4]（ただし、1年間のみ日中に限り駅員を一人配置[5]）。
- 1985年（昭和60年）4月1日：北条鉄道の駅となる[2]。
- 2006年（平成18年）6月：駅事務室を寺院「下里庵」として、特定日に委託営業開始[2]。
- 2012年（平成24年）8月10日：最新式多目的トイレ、駅前駐車場、石庭が整備される[6]。
- 2014年（平成26年）4月：「北条鉄道播磨下里駅本屋及びプラットホーム」として登録有形文化財に登録される[7][8]。
- 2016年（平成28年）3月：駅舎改築[7]。

## 駅構造
単式ホーム1面1線を有する地上駅。北東寄りに木造の駅舎を持つ。駅舎は1918年に建設されたものである。この駅舎とプラットホームについて、文化審議会は2013年11月に登録有形文化財とする答申を文部科学大臣に答申した（他に法華口駅・長駅も対象）。
基本的には無人駅だが、特定の日を寺院「下里庵」として駅事務室を開放しており、この日に限って管理を受託している住職がボランティア駅長として、乗車券の臨時委託発売を行う。2006年（平成18年）北条鉄道公募により、鉄道趣味のある僧侶がボランティア駅長として駅と寺院を合体した下里庵を開設し、勤行（読経）・座談会などが月に2回開催される。
2012年（平成24年）8月、地方企業の無償労働奉仕と浄財（寄付）によって最新式多目的トイレと駅前駐車場が整備された。また、駅ホーム上に石庭が整備された。

ホーム風景
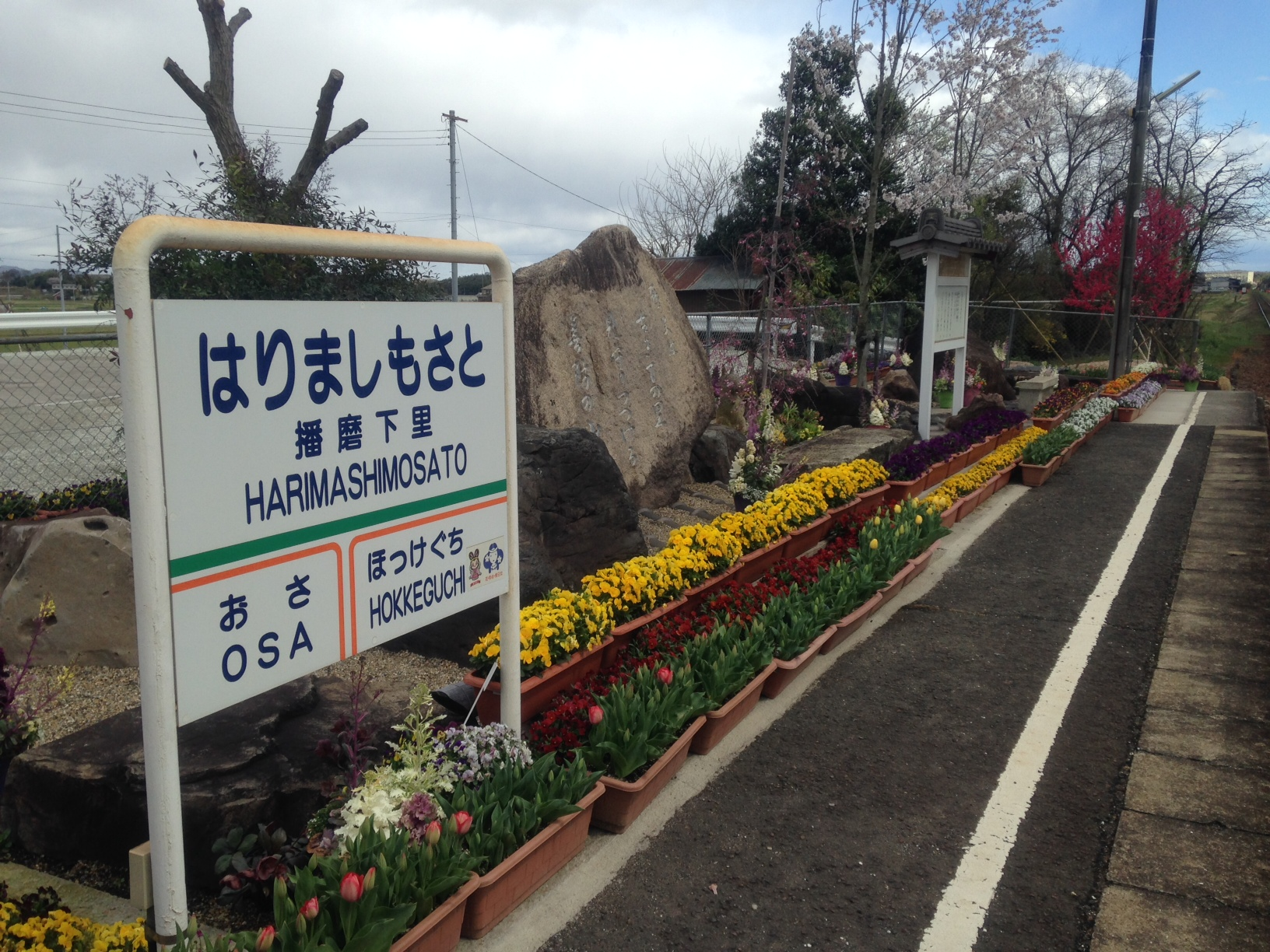
ホーム上にある石庭
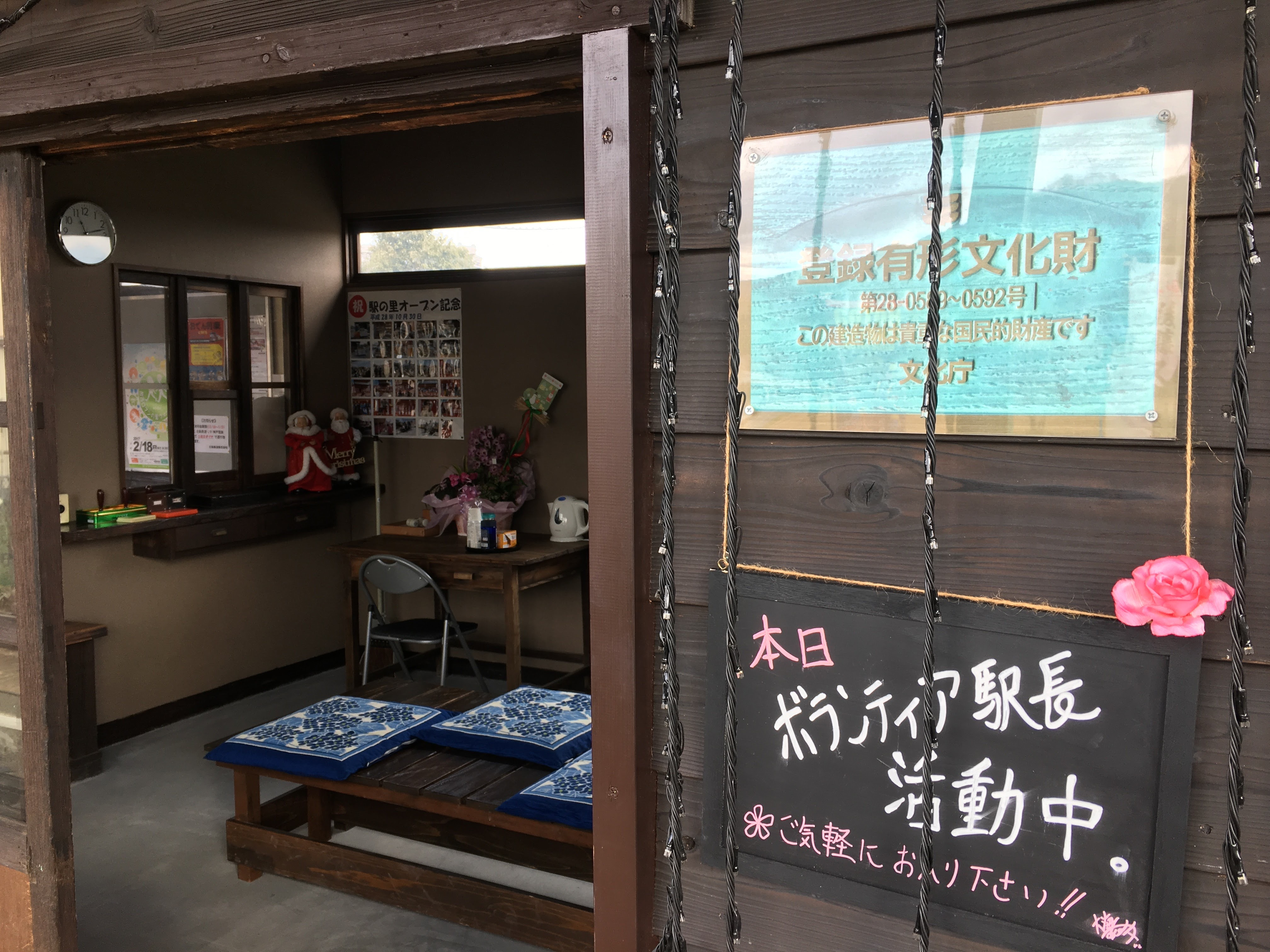
駅舎待合室
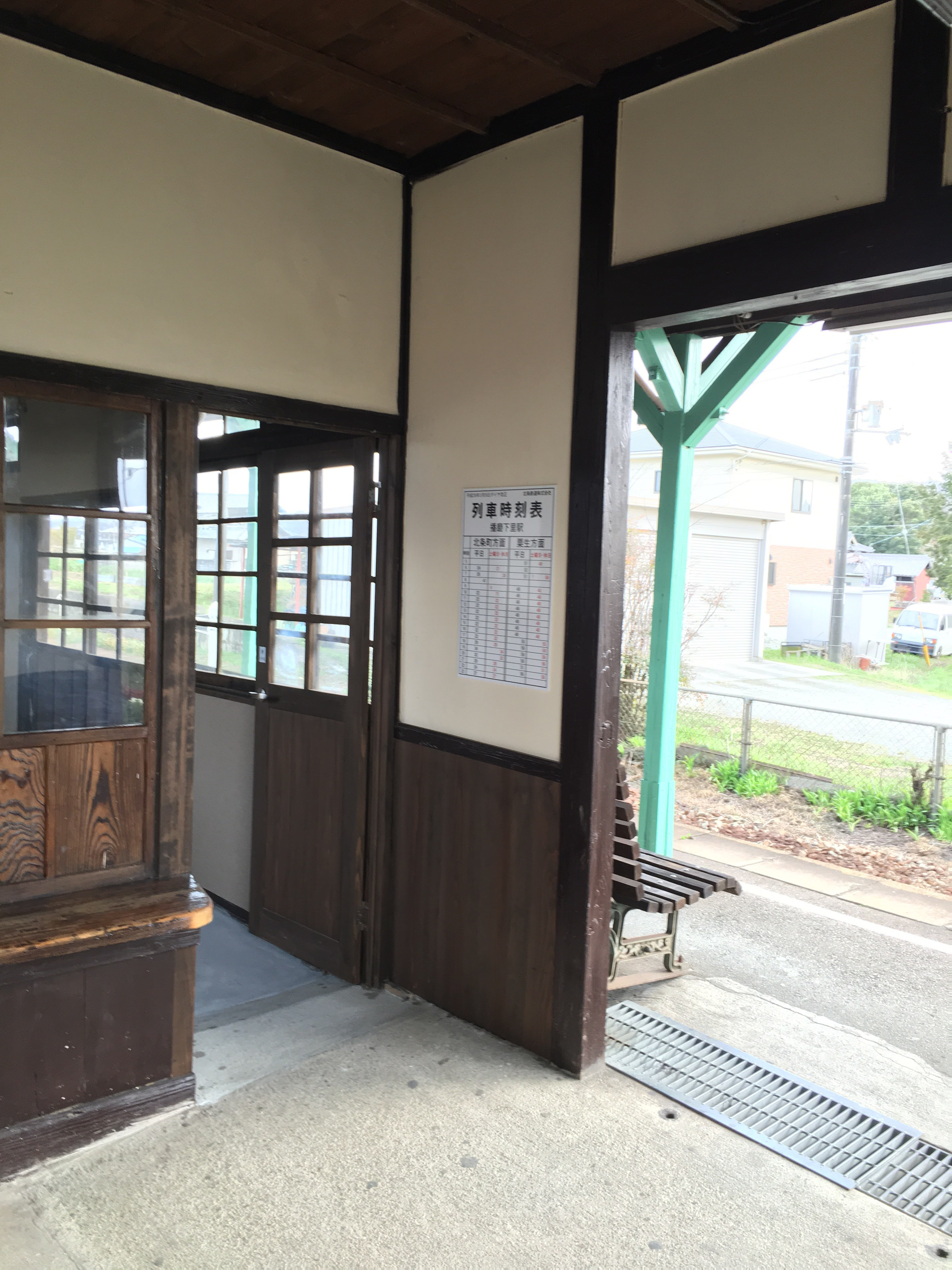
改築後の駅舎内

## 利用状況
| 1日乗降人員推移 | 1日乗降人員推移 |
| 年度            | 1日平均人数     |
| --------------- | --------------- |
| 2011年          | 70              |
| 2012年          | 80              |
| 2013年          | 80              |
| 2014年          | 73              |
| 2015年          | 80              |
| 2016年          | 79              |
| 2017年          | 89              |
| 2018年          | 87              |
| 2019年          | 92              |
| 2020年          | 20              |
| 2021年          | 61              |
| 2022年          | 52              |

## 駅周辺
- 古法華自然公園 - 古法華寺、大柳ダム
- 下里川
- 下里郵便局
- 加西市立善防中学校
- 加西市立下里小学校

## 隣の駅
北条鉄道
北条線
法華口駅 - 播磨下里駅 - 長駅